# Flugten fra Alcatraz
Flugten fra Alcatraz (originaltitel: Escape from Alcatraz) er en amerikansk dokudrama og thriller fra 1979, der er instrueret af Don Siegel. Det er en filmatisering af bogen af samme navn fra 1963, der omhandler fangeflugten i 1962 fra det højsikrede og berygtede fængsel Alcatraz. De medvirkende i filmen er bl.a. Clint Eastwood, Jack Thibeau og Fred Ward som fangerne Frank Morris, Clarence Anglin og John Anglin. Allen West blev spillet af Larry Hankin; karakterens navn blev dog ændret til Charley Butts. Patrick McGoohan spiller den mistænksomme og hævngerrige fængselsinspektør og Danny Glover havde sin filmdebut i denne film. Flugten fra Alcatraz markerer det femte og sidste samarbejde mellem Siegel og Eastwood efter Coogan's Bluff (1968), Han kom, Han så, Han skød (1970), Én mand - syv kvinder (1971) og Dirty Harry (1971).

## Handling
Den 18. januar 1960, Frank Morris (Clint Eastwood) ankommer til det højsikrede fængsel Alcatraz, efter han er blevet sendt dertil fordi han har flygtet fra adskillige andre fængsler. Han bliver sendt op for at møde fængselsinspektøren (Patrick McGoohan), der fortæller ham, at der endnu er ingen, som har formået at flygte fra Alcatraz, og at ingen vil komme til det i fremtiden. Han møder senere sine to gamle venner; bankrøverne John og Clarence Anglin (Fred Ward og Jack Thibeau), der er brødre, og han lærer biltyven Charley Butts (Larry Hankin) at kende, som sidder i cellen ved siden af hans. Morris bliver venner med adskillige af sine medindsatte, inklusive English (Paul Benjamin), en sort indsat, der sidder inde for at have dræbt to hvide mænd i selvforsvar, og skal have to livstidsdomme; den excentriske Litmus (Frank Ronzio) som har en mus som kæledyr og en ældre kunstner og okseøje-dyrker Doc (Roberts Blossom).
Morris får en fjende i voldtægtsmanden Wolf (Bruce M. Fischer), som Morris tæver i badet efter Wolf forsøger at komme ind på ham. Mens han stadig er sydende af raseri over deres møde, angriber Wolf Morris i fængselsgården og de anbringes begge i hullet. Da fængselsinspektøren opdager at Doc har malet et portræt af ham og andre af øens fængselsbetjente fjerner han Docs maler-privilegier permanent. Som modsvar hugger en deprimeret Doc sin fingre af med en økse fra fængslets værkset, og bliver ledt bort. Senere finder fængselsinspektøren en af Docs okseøje-blomster og knuser den foran de indsatte; Litmus kaster sig mod inspektøren og får et fatalt hjertestop. Fængselsinspektøren minder koldt Morris om at "nogle mænd er bestemt aldrig at forlade Alcatraz — i live."
Morris bemærker at betonen omkring en rist i hans celle er svag og kan blive slået af i små stykker, hvilket udvikler sig til en flugtplan. I løbet af de næste måneder graver Morris, Butts og Anglin-brødrene sig igennem deres cellevægge med skeer (som er blevet loddet sammen til interimistiske skovle), laver papmaché-dukker der skal virke som afledning, og de konstruerer en flåde af regnfrakker. På natten til den 11. juni 1962 foregår flugten; Butts går i panik og tør ikke flygte med de andre. Morris og Anglinbrødrene kommer ud af fængslet, og ses sidste gang padle væk fra øen i nattens mulm og mørke. Da deres flugt bliver opdaget den følgende morgen begynder en omfattende eftersøgning. Fængselsinspektøren står stejlt på, at de er druknet, selvom deres lig aldrig bliver fundet. Han finder en okseøje-blomst på bredden af Angel Island og smider den i bugten, efter han får at vide, at de slet ikke gror på dette sted.

## Skuespillere
- Clint Eastwood – Frank Morris
- Larry Hankin – Charley Butts
- Jack Thibeau – Clarence Anglin
- Fred Ward – John Anglin
- Patrick McGoohan – fængselsinspektøren
- Paul Benjamin – English
- Frank Ronzio – Litmus
- Roberts Blossom – Chester "Doc" Dalton
- Bruce M. Fischer – Wolf Grace
- Fred Stuthman – Johnson
- David Cryer – Wagner
- Madison Arnold – Zimmerman

## Produktion

### Manuskript og indspilning
Alcatraz blev lukket kort efter de virkelige begivenheder, som filmen er baseret på. Manuskriptforfatteren Richard Tuggle brugte seks måneder på at researche og skrive manuskriptet baseret på J. Campbell Bruces bog fra 1963. Han tog til Writers Guild og modtog en liste over litteraturagenter som ville modtage et uopfordret manuskript. Han gav en udgave til hver, og også til hvem som helst andre i branchen som han kunne lokke til at læse det. Alle afviste det, og sagde at det havde en dårlig dialog og karakterer, manglede kærlighedselementer, og at offentligheden ikke var interesseret i fængselshistorie. Tuggle besluttede at gå uden om producere og arbejde direkte med filmskabere. Han kontaktede filminstruktøren Don Siegels agent, og løj om at han havde mødt Siegel til en fest, og at instruktøren havde udvist interesse for at læse hans manuskript. Agenten videresendte det til Siegel, som læste det og syntes om det, og videregav det til Clint Eastwood.
Eastwood blev tiltrukket af rollen som ringlederen Frank Morris og aftalte at medvirke, såfremt Siegel instruerede under Malpaso Productions' banner. Siegel insisterede dog på, at det skulle være en Don Siegel-film og udmanøvrerede Eastwood ved at købe rettighederne til filmen for $100.000. Dette skabte en strid mellem de to venner. Selvom Siegel til sidste tillod at det blev en Malpaso-Siegel produktion, gik han videre til Paramount Pictures, der var et rivaliserende filmstudie, og han instruerede ingen film med Eastwood efter denne.
Selvom Alcatraz har sin egen strømkilde, var den ikke længere funktionel, og 24 km kabel blev brugt til at forbinde øen med San Franciscos elnet. Da Siegel og Tuggle arbejdede på manuskriptet, betalte producerne $500.000 for at restaurere det forfaldne fængsel og genskabe den kolde atmosfære; noget af interiøret blev genskabt i et filmstudie. Mange af forbedringerne blev beholdt efter filmen var færdigindspillet.
Den farlige flugten ned igennem fængselsmuren og ud i vandet blev udført uden stunt doubles af Eastwood, Fred Ward og Jack Thibeau, som begge var blevet castet delvist på grund af deres atletiske evner. Instruktøren Siegel troede to gange, at de var druknet som følge af den stærke strøm i vandet omkring øen.

### Baggrund og historiske nøjagtighed
Filmen indikerer at flugten var succesfuld. Selvom det ikke med sikkerhed vides, at de tre flugtfanger overlevede i den virkelige hændelse, er der adskillige påståede eksempler på, at de er blevet set.
Karakteren Charlie Butts er opdigtet. En fjerde medfange, Allen West, medvirkede i den virkelige flugt, men blev efterladt i fængslet, da han ikke kunne få fjernet sin ventilationsrist i løbet af natten og flygte med de andre. Han hjalp FBIs ansatte med at efterforske flugten.
Fængselsinspektøren er en fiktiv karakter uden navn. Filmen er sat til at foregå fra Morris ankommer til Alcatraz i januar 1960 til han flygter i juni 1962. Kort efter han ankommer møder Morris fængselsinspektøren, som forbliver på posten i hele filmen. I virkeligheden blev fængselinspektøren Madigan udskiftet med Blackwell i 1961. Karakteren nævner sine forgængere Johnston (1934–48) og (ukorrekt) Blackwell (1961–63).

## Modtagelse
Flugten fra Alcatraz blev godt modtaget af kritikere og bliver af mange betragtet som en af de bedste film fra 1979. Frank Rich fra Time beskrev filmen som "cool, scenografisk ynde", mens Stanley Kauffmann fra The New Republic kaldte den "krystal-briografisk". I februar 2016 havde filmen en score på 95% "Fresh" op filmhjemmesiden Rotten Tomatoes. Filmen indspillede $5.306.354 i USA i åbningsweekenden fra 24. juni 1979, hvor den blev vist i 815 biografer landet over. I alt indspillede filmen $43.000.000 i amerikanske biografer, hvilket gjorden den til de 15. mest indbringende film i 1979. Filmen blev også nomineret til American Film Institutes liste 100 Years...100 Thrills.